# Merlin

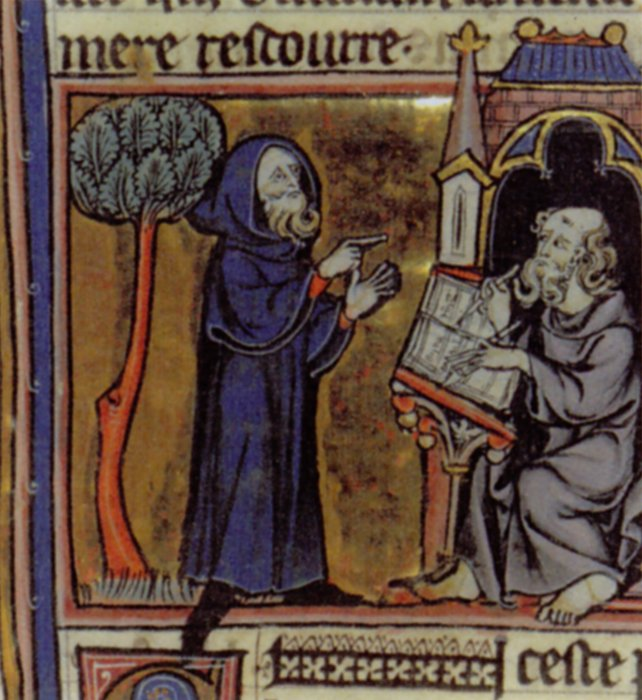
Merlin dyktujący swe wiersze – francuski manuskrypt z XIII wieku

Merlin – jeden z bohaterów legend arturiańskich. Wielki czarodziej. Przyjmuje się, że postać tę wymyślił Geoffrey z Monmouth, przy czym pierwowzorem Merlina był walijski wieszcz i bard – Myrddin. Latynizując to imię, Geoffrey wymyśla formę Merlinus, choć prawidłowa byłaby raczej "Merdinus". Ta ostatnia jednak zbyt mocno kojarzyłoby się ze słowem merda, które w języku łacińskim i w językach romańskich jest ordynarne. W najbardziej rozpowszechnionej wersji legendy, Merlin był synem inkuba i śmiertelnej kobiety (kambionem) – szatan spłodził go, by czynił zło na świecie, lecz Merlin został ochrzczony i wykorzystał odziedziczoną szatańską moc do czynienia dobra. Według innej wersji, Merlin był stworzony przez Mab – królową magii – lecz urodziła go kobieta, która potem zmarła.
Trzeci cykl walijskiej triady podaje, że Clas Myrrdin (Samotnia Merlina) była nazwą Wielkiej Brytanii. Według niektórych (A.O.H. Jarmana), słowo Myrddin jest walijską wersją rzymskiej nazwy Carmarthen. Kontrastuje to z popularnym, lecz fałszywym ludowym przekazem, że miasto zostało nazwane na cześć wieszcza. Nazwa Carmarthen wywodzi się od rzymskiej nazwy miasta Moridunum, które pochodzi od nazwy "moridunon" oznaczającej morską twierdzę.

## Legendy o Merlinie

### Pierwsza wersja
Opowieść Geoffreya obejmuje wczesne życie Merlina Ambrosiusa w Historia Regum Britanniae (pl. Historia królów Brytanii), która z kolei jest oparta na historii Ambrosiusa w Historia Brittonum (pl. Historii Brytów). Geoffrey dodawał własne upiększenia do opowieści, które nawiązywały do walijskiego miasta Carmarthen. 
Wybitny władca Vortigern zapragnął otoczyć swój zamek murem. Jednak świeżo postawione mury ciągle się osuwały. Vortigern posłał po druidów. Jeden z nich, o imieniu Joram stwierdził, że pomóc może tylko chłopiec bez ojca, a jego krew zostanie zmieszana z zaprawą. Tym chłopcem był Merlin. Zabrano i postawiono go przed murem. Sprytny chłopak zorientował się, że Joram chce wykorzystać okazję, by się go pozbyć. Dlatego powiedział wodzowi, że tylko on zna rozwiązanie. Przy czym zaproponował układ – jeśli jego wyjaśnienie będzie prawdą, Vortigern każe zabić Jorama. Merlin wyjaśnił, że pod fundamentami zamku znajdują się wody podziemne, które utrudniają budowę. Władca polecił wykopać studnię, do której natychmiast napłynęła woda. Powiedział też, że w tych wodach mieszkają dwa smoki. Jeden mlecznobiały, zaś drugi – krwawoczerwony. Nakazał osuszyć grunt. Wtedy wyleciały dwa smoki. Merlin został doradcą Vortigerna (później króla Artura), a Joram został ścięty.

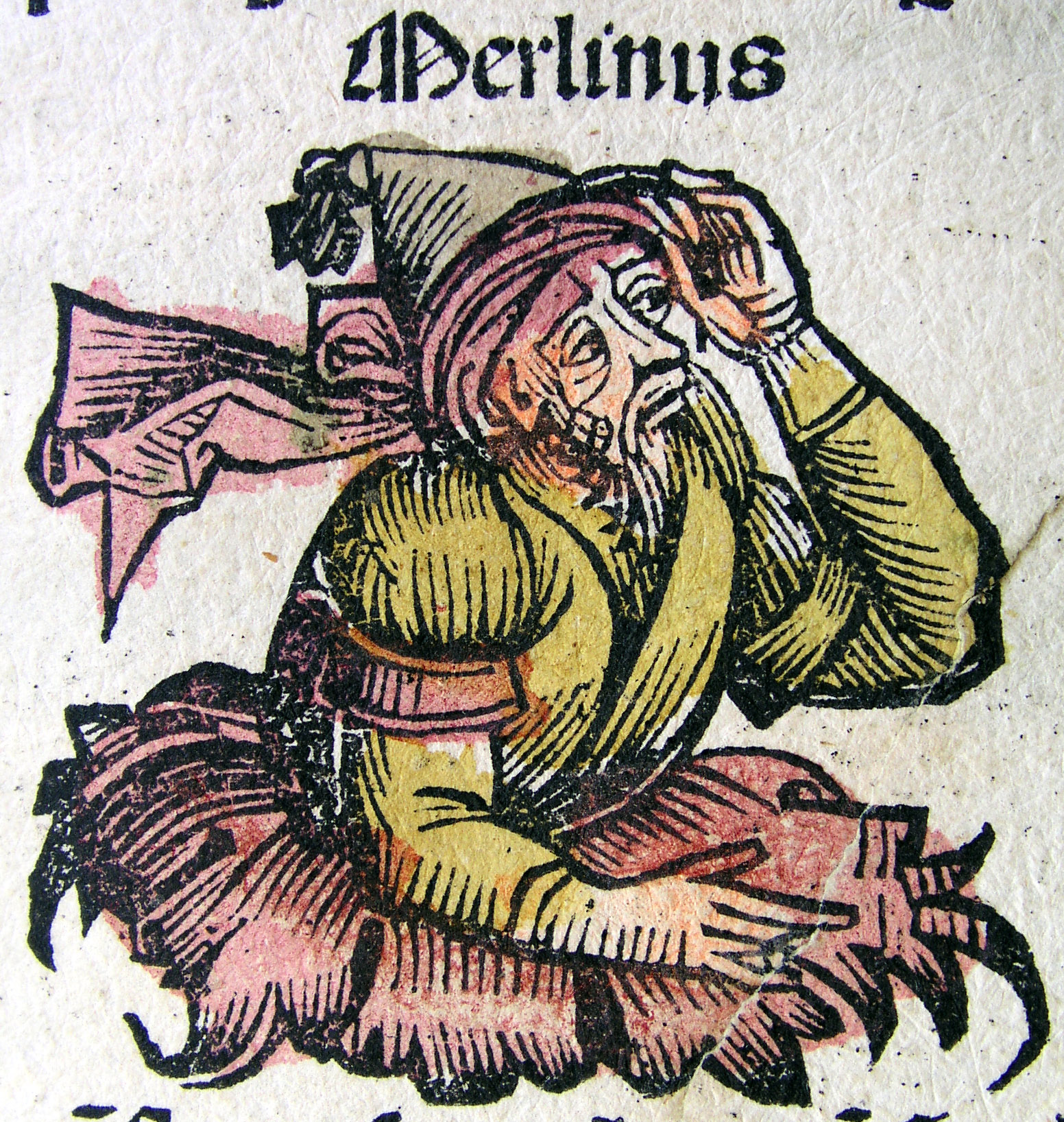
Merlin w Kronikach norymbeskich

### Druga wersja
Merlin był doradcą Uthera Pendragona, któremu za pomocą magii umożliwia, w przebraniu, wejście do zamku Tintagel, gdzie mieszkała Igerna, żona Gorloisa i matka Artura, która przez podstęp Uthera Pendragona (Merlin zamienia go na jedną noc w jej męża) zachodzi z nim w ciążę. Następnie Merlin zostaje wychowawcą i doradcą Artura. To on przyczynił się do ogłoszenia Artura królem, gdy ten wyciągnął ze skały Miecz z Kamienia. Merlinowi przypisuje się szereg proroctw dotyczących przyszłości Brytanii, a także niezwykłych czynów takich jak przeniesienie kamieni z Irlandii w celu wzniesienia Stonehenge.
Istnieje wiele wersji legend o Merlinie. Według niektórych (np. Thomasa Malory'ego), został on uwięziony w kryształowej grocie przez czarodziejkę Nimue (w innych wersjach: Viviane, Elaine, Niniane, Nivian, Nyneve). W innych wersjach zamiast groty występuje pień drzewa. Jednak u Geoffreya motyw uwięzienia nie występuje.
Merlin miał wielu wrogów. Jego przyjaciółmi byli Król Artur i Pani Jeziora.
Merlin jest bohaterem wielu późniejszych utworów literackich np. cyklu Był sobie raz na zawsze król, a także dzieł filmowych (np. Merlin z 1998 Steve'a Barrona z Samem Neillem w roli tytułowej).
Według legend grób Merlina ma znajdować się w lesie Broceliande nieopodal Paimpont.